# لیوینالونگو دل کول دی لانا
لیوینالونگو دل کول دی لانا (به ایتالیایی: Livinallongo del Col di Lana) یک کومونه در ایتالیا است که در استان بلونو واقع شده‌است.

## خصوصیات
لیوینالونگو دل کول دی لانا ۹۹٫۱ کیلومترمربع مساحت و ۱٬۴۴۳ نفر جمعیت دارد و ۱٬۶۴۵ متر بالاتر از سطح دریا واقع شده‌است.